# Redskin
Pour les articles homonymes, voir Redskins.
 (juin 2013).
Si vous disposez d'ouvrages ou d'articles de référence ou si vous connaissez des sites web de qualité traitant du thème abordé ici, merci de compléter l'article en donnant les références utiles à sa vérifiabilité et en les liant à la section « Notes et références ».
À l'origine, avant d'être une mouvance essaimant dans le monde entier autour des scènes skinhead, punk et alternatives, le terme redskin (littéralement « peau rouge ») fait référence au groupe de soul-rock britannique The Redskins (1979-1986), dont certains des membres appartenaient au Socialist Workers Party (trotskiste) et en étaient des permanents, puis par extension à son entourage : skinheads de gauche et étudiants radicaux évoluant autour du groupe et assurant sa sécurité dans les concerts. 
Le nom vient d'une bande de skinheads de Sheffield gravitant autour de la section locale du minuscule Parti communiste de Grande-Bretagne. Le groupe, qui soutient les étudiants en lutte ou les mineurs en grève, tient un discours révolutionnaire et internationaliste sur fond de musique soul mâtinée de punk rock et passera la majorité du temps de sa courte carrière à soutenir l'opposition sociale et politique à la Première ministre néolibérale Margaret Thatcher.
En France, à partir d'une matrice idéologique commune, l'émergence de cette mouvance est intimement liée à celle de la scène communément appelée « rock alternatif », qui regroupe de la première moitié des années 1980 jusqu'au début des années 1990 de nombreux groupes de différents styles (rock, punk, oi!, ska, reggae-dub, etc.) mais réunis par le positionnement politico-social (anti-raciste, antifasciste, internationaliste, etc.) et diverses pratiques extra-musicales (auto-production et auto-édition, réseau de labels, fanzines, politique de prix accessibles, etc.). Cette émergence s'appuie également sur le phénomène de « bandes » qui, dans les années 1980, prend un nouvel essor à l'instar des années 1950-1960.

## Histoire
Hormis l'épiphénomène autour du groupe The Redskins, la mouvance redskin apparaît en France à partir du milieu des années 1980, avant de se répandre internationalement au début des années 1990. Littéralement « peaux-rouges » et désignés comme « skins communistes », ils sont une branche activiste du mouvement alternatif (action culturelle et militante de gauche révolutionnaire sur une base de contre-culture). Ce mouvement est né en opposition radicale à l'activisme violent et aux dérives médiatisées des skinheads d'extrême-droite, dont la scène musicale et les groupes militantes se développaient fortement à la même période (White Noïse, Blood & Honour, Hammerskins Nation…). Face à l'ampleur du problème, le mouvement redskin, marqué politiquement à gauche et surtout à l'extrême-gauche, s'oriente dès l'origine vers un antifascisme radical et l'action de rue à partir d'une base principielle anti-raciste et égalitaire, que ce soit pour traquer et empêcher les concerts de RAC ou s'opposer physiquement aux ratonnades et descentes violentes des skinheads fascistes sur des concerts de musiques, et au-delà diffuse les éléments classiques de l'anti-impérialisme, de l'anti-autoritarisme ou encore de l'anti-sexisme, qui accompagnent l'anticapitalisme révolutionnaire. 
Ses membres sont souvent militants de différentes organisations marxistes, anarchistes, anarcho-communistes ou syndicalistes-révolutionnaires et acteurs des scènes alternatives, dont ils utilisent les outils (concerts, fanzines, émissions de radio, sound-systems…) et les méthodes traditionnelles d'auto-organisation (Do It Yourself) à travers des collectifs indépendants qui assurent la solidarité matérielle et la mutualisation des ressources). Ces redskins, en simples bandes ou petits collectifs au départ, se rattachent ensuite plus largement, après l'apparition de ces mouvements, au SHARP (Skinheads Against Racial Prejudice) et surtout au RASH (Red and Anarchist Skinheads), qui se développent (à partir des États-Unis) en France et en Europe (Allemagne, Espagne, Italie, etc.), puis à l'échelle globale (Amérique du Sud, Malaisie et Indonésie…) dans les années 1990.  
Même si l'aspect des premiers redskins est à peu près semblable à celui des skinheads, il se différencie cependant parfois par des éléments locaux comme par exemple — notamment en France — le port de lacets rouges à l'instar des skinheads du KLAN (bande de skinheads parisien d'extrême-droite) et de badges ou patchs de groupes de musique engagés et, selon la sensibilité, évoquant le communisme, l'anarchisme, les luttes sociales, et leur tenues empruntent parfois volontiers à plusieurs styles (skinhead, psychobilly, rude boy, casual). À cette époque (milieu 1980 - fin 1980), les coupes de cheveux étaient également parfois différentes. Contrairement aux skinheads d'extrême-droite qui étaient majoritairement rasés à blanc et afin de s'en différencier, les redskins avaient souvent un peu plus de cheveux sur la tête que leurs ennemis (coupes en « tremplin » ou « bananes » courtes et stylisées, rappelant les scènes néo-rockabilly et psychobilly).
Autre spécificité, il leur arrivait parfois aussi de porter leur blouson bomber avec la doublure (de couleur orange) vers l’extérieur pour se différencier ou se reconnaître à diverses occasions, notamment lors des fréquents affrontements avec les skinheads d'extrême-droite.
À partir des années 1990, avec le déclin de la vague « alternative » et à la faveur de plusieurs « revivals » musicaux (ska, streetpunk…), les codes vestimentaires et capillaires, mais aussi le positionnement par rapport à la scène skinhead ont beaucoup évolué. Reprenant intégralement le look classique de la mouvance skinhead et intégrant à part entière la scène socio-musicale alternative, le mouvement redskin s'en différencie souvent par son activisme de rue et ce qui apparaît parfois aussi comme une posture viriliste, qui serait alors contradictoire avec l'anti-sexisme proclamé. 
Cependant fidèles à leur profession de foi, les redskins agissent dans et autour des scènes alternatives qui les concernent (punk, streetpunk, Oi !, Hard-Core, soul, ska/rocksteady, etc.) afin de lutter fermement contre la pénétration ou la récupération de l'extrême droite, mais aussi pour défendre des valeurs sociales et les luttes attenantes. L'action directe est souvent privilégiée, mais aussi les ressorts habituels de la contre-culture (opposée à la culture dominante, bourgeoise et capitaliste), de la transmission (devoir de mémoire afin d'honorer l'histoire ouvrière et militante) et plus largement de « l'agit-prop » classique pour populariser la lutte antifasciste ou la solidarité internationaliste, relayer l'information sur les luttes sociales en cours et les résistances populaires, etc.
Une des bandes de redskins parisiens des années 1980 se fit médiatiquement remarquer sous le nom de Red Warriors. Le symbole de cette bande était la faucille et la batte de baseball, détournement ludique du symbole communiste de la faucille et du marteau. Composée d'un noyau dur d'une quinzaine de personnes, elle fut l'une des premières bandes organisées à se confronter régulièrement aux bandes de skins d'extrême-droite dans les rues de Paris et autour des salles de concert franciliennes, parfois accompagnée d'autres bandes avec qui elle seront ensuite médiatiquement dénommées et décrites comme des « chasseurs de skins » ou simplement « chasseurs » (Lenin Killers, Ducky Boys, Rudy Fox…).

## Catégories
Tous les redskins ne se considèrent pas comme des skinheads. Si la majeure partie peut effectivement être rattachée aux skinheads (musiques, style vestimentaire, mode de vie…), il subsiste un petit courant proche des origines de la mouvance redskin en France, liée au rock alternatif, et moins « strict » quant aux marqueurs de la culture skinhead (orthodoxie vestimentaire, panthéon musical…). Cette tendance ne reste souvent qu'à la marge de la mouvance skinhead ou s'en éloigne même parfois sur le plan culturel (investissement dans le rap et la culture B-Boy), ne cultivant alors qu'une solidarité antifasciste de principe et un lien social et politique régulier mais pas nécessairement permanent avec les redskins de tendance « red skinhead ».
Depuis la fin des années 1980, les redskins ont « grandi » et possèdent désormais, toutes sensibilités confondues, leur propre scène musicale avec ses labels et groupes de musique, ses médias politiques et contre-culturels (fanzines, sites internet, sound systems). Une certaine évolution qui se note parfois aussi dans le look. Pour certains, on notera le mélange du style skinhead avec ceux attachés à la culture hip-hop (survêtements…) et, pour d'autres, aux mouvances ultra, hooligan et casual rencontrées autour du football.
De nombreux groupes redskins sont aujourd'hui fédérés internationalement autour du RASH (Red and Anarchist Skinheads) ou entretiennent divers liens à travers cette étiquette. Leur visibilité et leurs activités sont fonction — comme pour tout phénomène socio-politique et culturel — de l'actualité internationale, des contextes nationaux et locaux, mais la scène appelée communément « Red », qui peut être parfois à un apogée ou plus en retrait selon le pays, la ville ou le moment, apparaît dorénavant, avec une quarantaine d'années d'existence, comme un phénomène inscrit dans le temps. Certains activistes parlent volontiers de développement durable. C'est-à-dire d'un phénomène qui, au gré des conjonctures et des fluctuations de la vie politique et culturelle, reviendra régulièrement sur le devant de la scène alternative.
À noter que certains SHARP (Skinheads Against Racial Prejudice), RASH (Red and Anarchist Skinheads) et redskins indépendants se revendiquent indépendantistes, voire nationalistes dans le cas de peuples ou nations sans états. Ceci s'explique par l'existence structurelle de deux nationalismes différents et contradictoires :
- un nationalisme réactionnaire et classiquement d'extrême droite, auquel se rattachent skinheads nationalistes et néofascistes/néonazis :
  - primauté de la nation, valeur structurelle du cadre, mythe des origines,
  - culte de la force ou de la puissance, autoritarisme, centralisation autour du chef, contrôle imposé du haut vers le bas, société policière,
  - prédominance du sang sur le sol et/ou de la race sur la culture,
  - définition des cultures populaires de manière traditionaliste (linéaire et inerte) et non-participative (folklore),
  - rejet et répression des expressions différentes, des résistances sociales de la gauche et des militants d'extrême gauche, etc. ;

- un nationalisme de gauche radical ou d'extrême gauche, strictement opposé au premier :
  - droit des peuples à disposer d'eux-mêmes, anti-impérialisme, anti-colonialisme/néo-colonialisme,
  - liberté sociale et politique, mais aussi linguistique et culturelle pour la nation définie comme l'espace historique et le creuset dialectique d'une communauté de destin, une entité culturelle souple en rapport avec l'histoire dont elle est le produit,
  - rejet de la notion de « race » (considérée comme inexistante au niveau biologique, puisque tous les humains peuvent se reproduire entre eux et que la race, au sens taxinomique, relève ainsi de l'espèce tout entière),
  - réappropriation populaire du pouvoir décisionnel contre la primauté des bourgeoisies locale et supra-nationale, un point capital pour certains redskins et skinheads engagés à gauche, à l'instar des militants indépendantistes, en particulier au sein de minorités en lutte pour leur indépendance et/ou la reconnaissance linguistique et/ou culturelle : Basques, Bretons, Catalans, Occitans, Corses, Irlandais, Québécois...

Les slogans « Occitània antifascista » (Occitanie antifasciste) ou « Euskadi antifeixista » (Pays basque antifasciste) sont ainsi régulièrement aperçus sur des portails et pages Web, ainsi que tee-shirts, badges, autocollants, affiches... au sud de l'État français. Il en va de même pour divers peuples sans état en dehors de l’État français, notamment en Catalogne, Pays basque sud ou Galice.
Selon les bases classiques de la solidarité internationale, ce positionnement s'accompagne généralement du soutien affirmé à d'autres minorités considérées comme opprimées (Palestiniens, Amérindiens, Nord-Irlandais, Kurdes, etc.) et, partant, comme des peuples frères d'émancipation.

## Bandes de redskins
- Red Warriors
- Lenin Killers
- Red Ants
- Green Berets
- Red Action Skinhead Bordeaux
- Burdigala Red Army
- Massilia Red Army
- Redskins Limoges
- Redskins Tolosa
- No Vacancy
- Red Warriors Strasbourg AFA